# Отишкий Врх
Отишкий Врх (словен. Otiški Vrh) — поселення в общині Дравоград, Регіон Корошка, Словенія. Висота над рівнем моря: 345,7 м.